# قرار مجلس الأمن التابع للأمم المتحدة رقم 1503
قرار مجلس الأمن التابع للأمم المتحدة 1503، المتخذ بالإجماع في 28 آب / أغسطس 2003، بعد الإشارة إلى القرارات 827 (1993)، 955 (1994)، 978 (1995)، 1165 (1998)، 1166 (1998)، 1329 (2000)، 1411 (2002)، 1431 (2002) و 1481 (2003)، قرر المجلس فصل واجبات المدعٍ في المحكمة الجنائية الدولية ليوغوسلافيا السابقة (ICTY) والمحكمة الجنائية الدولية لرواندا (ICTR) التي كانت في السابق تحت مسؤولية مسؤول واحد، كارلا ديل بونتي، منذ 1999.

## القرار

### أعمال
دعا المجلس، بموجب الفصل السابع من ميثاق الأمم المتحدة، المجتمع الدولي إلى مساعدة الهيئات القضائية الوطنية في تحسين قدرتها على مقاضاة القضايا المحالة من المحكمة الجنائية الدولية ليوغوسلافيا السابقة والمحكمة الجنائية الدولية لرواندا، وتشجيع تطوير برامج التوعية. ودعت جميع الدول، ولا سيما البوسنة والهرسك وكرواتيا وصربيا والجبل الأسود وجمهورية صرب البوسنة داخل البوسنة والهرسك إلى التعاون مع المحكمة الجنائية الدولية ليوغوسلافيا السابقة فيما يتعلق برادوفان كاراديتش وراتكو ملاديتش وأنتي جوتوفينا. وفي الوقت نفسه، طُلب من جمهورية الكونغو الديمقراطية وكينيا ورواندا وجمهورية الكونغو، من بين دول أخرى، التعاون مع المحكمة الجنائية الدولية لرواندا فيما يتعلق بفيليسيان كابوغا والجيش الوطني الرواندي .
وتم حث جميع الدول على التعاون مع الإنتربول في القبض على الهاربين بينما طُلب من مجتمع المانحين دعم الممثل السامي للبوسنة والهرسك في إنشاء غرفة خاصة في المحكمة الجنائية الدولية ليوغوسلافيا السابقة للتعامل مع الانتهاكات الجسيمة للقانون الإنساني الدولي. وطُلب من الرؤساء والمدعين العامين في كلتا المحكمتين الإبلاغ عن تنفيذ استراتيجيات الإنجاز.
أخيرًا، صدرت تعليمات إلى الأمين العام كوفي عنان بتعيين مدعٍ عام للمحكمة الجنائية الدولية لرواندا، بينما تم الترحيب بقراره بتعيين كارلا ديل بونتي مدعية عامة في المحكمة الجنائية الدولية ليوغوسلافيا السابقة.

## روابط خارجية
- نص القرار في undocs.org